# 卜邦衛
卜邦衛，CH（Bramwell Booth，1856年3月8日—1929年6月16日），救世軍創始人卜維廉的長子以及第二任救世軍大將（1912－1929）。

## 生平
卜邦衛的生名為維廉·邦衛·卜（William Bramwell Booth），並出生於英國西約克郡中的一個村莊。他是卜維廉和卜凱瑟琳夫婦所生下的八個小孩中年紀最長的。他從1874年開始就和父親一起合作處理事務，並在救世軍於1878年創立的時候成為一名救世軍軍官。
1881年，卜維廉大將指派卜邦衛成為他救世軍中的一名長官，卜維廉也在他的遺囑中指派卜邦衛成為救世軍的第二任大將。而由於卜邦衛接任大將的時候剛好是救世軍開始發展的時期，因此他在一位救世軍大將的條件下必須承擔許多責任和事務。
他在1882年和弗羅倫斯·埃莉諾·梭佩（Florence Eleanor Soper）結婚了，而他們所生下的七個孩子中最大的即是凱瑟琳·卜邦衛。在他擔任大將的任期中，他對他傳教的工作非常尊敬且喜愛，並且也有寫幾本書，包括：《回聲和記憶》（Echoes and Memories）以及《那十五年》（These Fifty Years）。